# Augochloropsis moreirae
Augochloropsis moreirae är en biart som först beskrevs av Cockerell 1900.  Augochloropsis moreirae ingår i släktet Augochloropsis och familjen vägbin. Inga underarter finns listade.